# Tholen
Tholen é um município dos Países Baixos, situado na província da Zelândia. Tem 254,00 km² de área e sua população em 2020 foi estimada em 25.894 habitantes.